# Лётная гавань
Лётная гавань, также Ле́ннусадам (эст. Lennusadam, код: EELEN) — гидроаэропорт в Таллине на берегу Финского залива. Является филиалом Морского музея Эстонии. Адрес порта: ул. Везиленнуки 6.

## История порта

### Предыстория
Во время Первой мировой войны, для нужд Российского императорского флота, в Эстляндской губернии было создано 12 морских портов для гидросамолётов. На островах было шесть морских портов — аэропорт Паписааре на Эзеле, в Аренсбурге и полуострове Сырве, в Гогенгольме, аэропорт на мысе Симпернес на острове Даго и на острове Руно. На западном побережье Эстляндии было 2 морских порта — Гапсаль и Виртсу, и четыре морских порта на северном побережье — Гунгебург, Порт-Кунда, Пирита и в Ревеле.
Для Морской крепости Императора Петра Великого также было решено построить ангары для разведывательных гидросамолётов. Приглашение принять участие в конкурсе на проектирование ангаров было отправлено одиннадцати фирмам. Целью было построить две группы ангаров, по три помещения площадью не менее 50×35 метров и высотой как минимум 10 метров каждый. Здания должны были быть просторными, чтобы можно было осуществлять ремонт самолётов: подходы к аппаратам предусматривались с всех сторон, необходимо было учесть возможность использовать краны внутри помещений. Условия конкурса были точными и конкретными, например, были указаны размер и способ открытия ворот, свойства бетона, методы расчётов и др.

### Строительство
Итоговый проект был подготовлен датской инженерной фирмой «Кристиан и Нильсен» и 5 июля 1916 года началось строительство ангаров. Лётная гавань и ангар для гидросамолётов были построены частично на казённой земле, но заняли и земли, ранее принадлежавшие городу и частным лицам. Здания ангаров и вспомогательные постройки возводились как объекты государственного значения в сравнительно короткие сроки без экономии денег и рабочего времени. Первый ангар (из трёх сообщающихся объёмов) был построен за 15 месяцев. Рабочую силу предоставляли как внутренние губернии Российской империи, так и Эстляндия.
Для запуска и выгрузки самолётов были построены пирс длиной 400 м, широкая рампа и первый ангар для гидросамолётов, ограничивающие акваторию аэропорта с востока и севера. По проекту аэропорта планировалось построить второй ангар западнее первого, но подняться выше возведения фундамента не удалось. 26 августа 1917 года поступил приказ о прекращении строительных работ.

### Во времена Первой Эстонской Республики
После обретения Эстонией независимости, 13 марта 1919 года была создана первая часть морской авиации Генерального штаба — Группа морской авиации, которая располагалась в Лётной гавани, а её первым командиром был назначен прапорщик Арнольд-Густав Ундер. С 15 февраля 1924 года эта эскадрилья морской авиации стала эскадрильей морской авиации полка ВВС Эстонии. На вооружении эскадрильи имелись британские Шорт-184.

### В Советской Эстонии
После 1940 года аэропорт назывался Гидропорт и Водный порт. В порту базировались малые тральщики, вспомогательные суда и другие плавсредства Краснознаменного Балтийского флота ВМФ СССР: буксиры, плавкраны, баржи и др. Ангар долгое время использовался как склад 2754-й базы минно-торпедного вооружения, а на территории порта располагались производственные базы Балтийского военно-морского строительства. Некоторое время на пристани гавани располагался наблюдательный пункт дежурного Таллинского рейда, который в дальнейшем использовался как штаб группы тральщиков 30-го рейда.

Лётная гавань в 1988 году
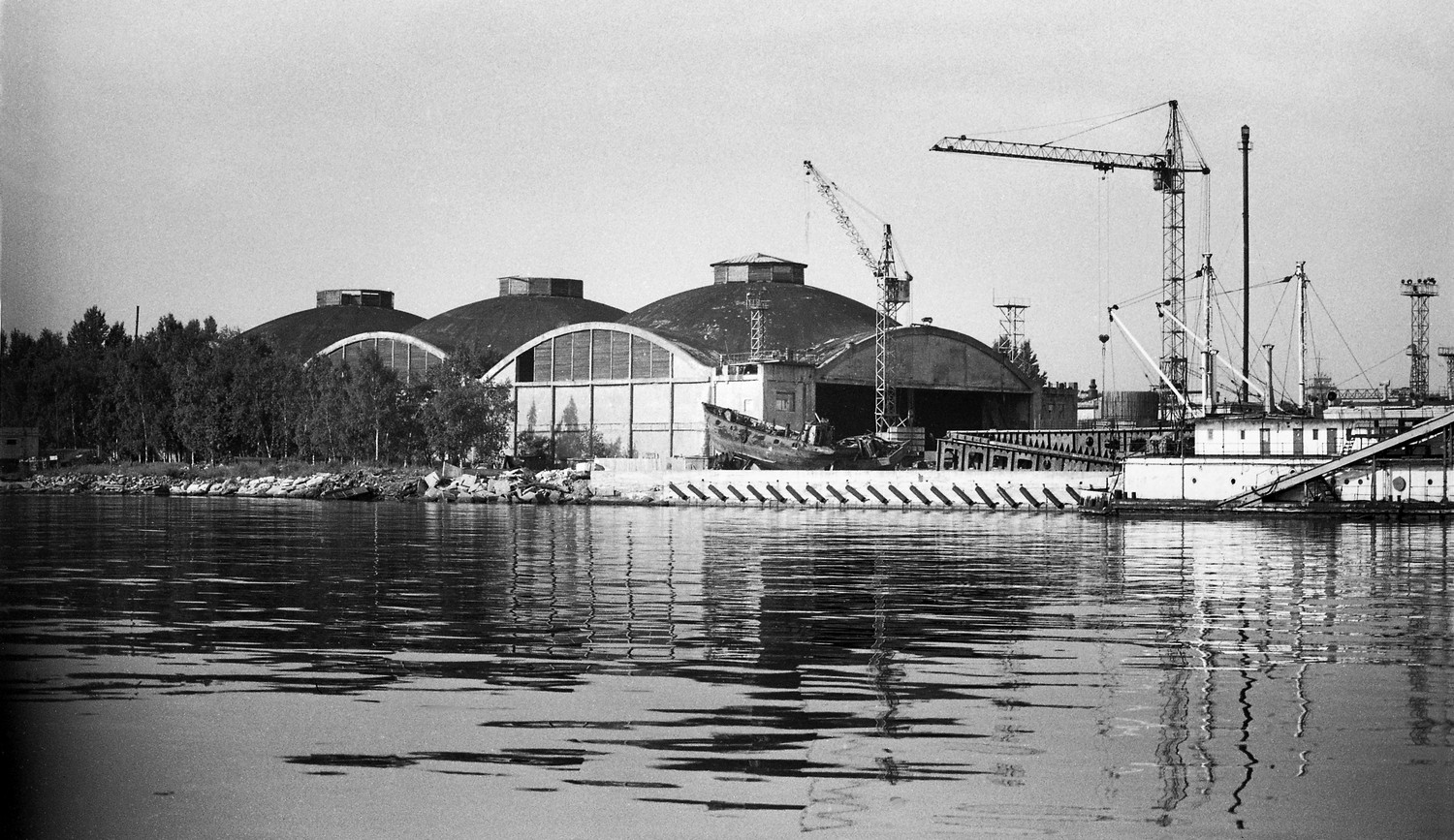
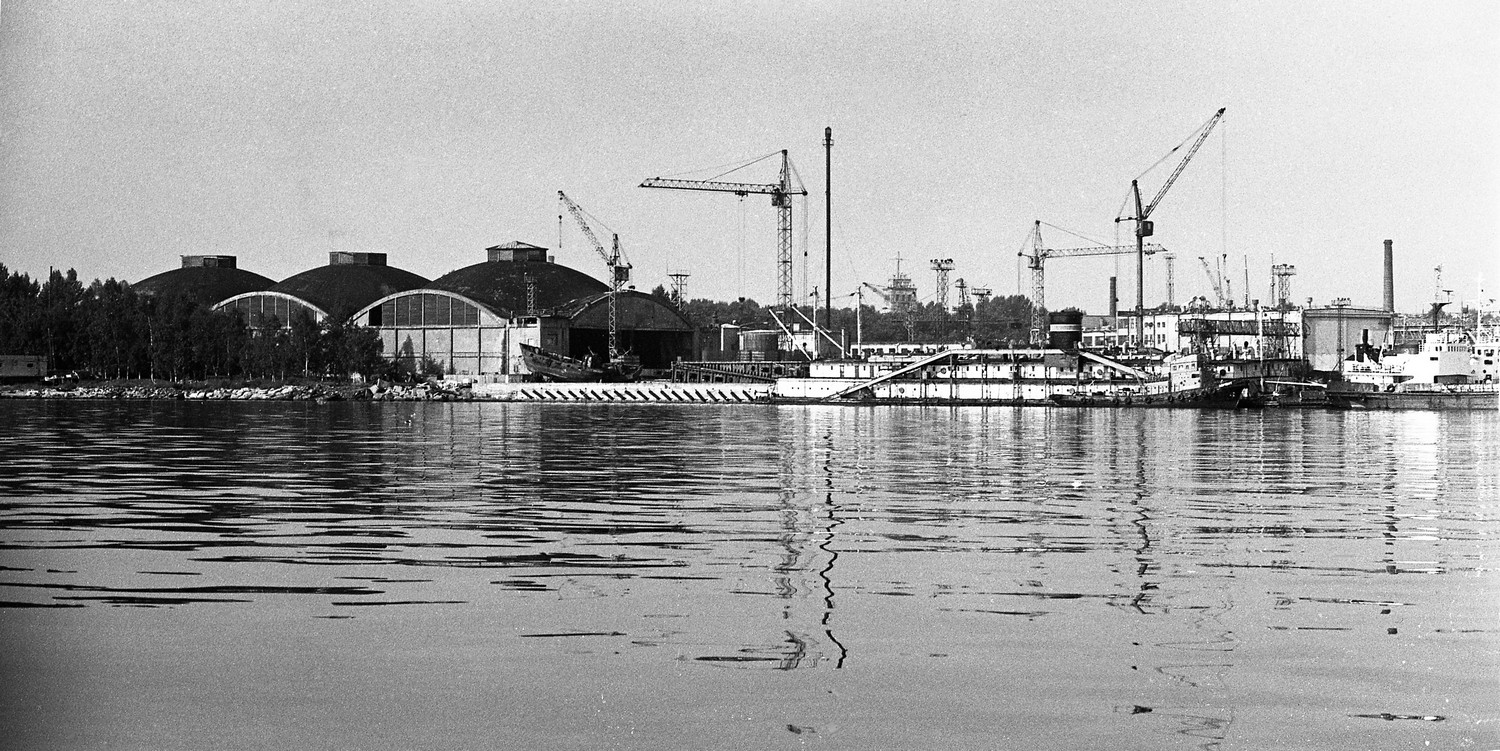
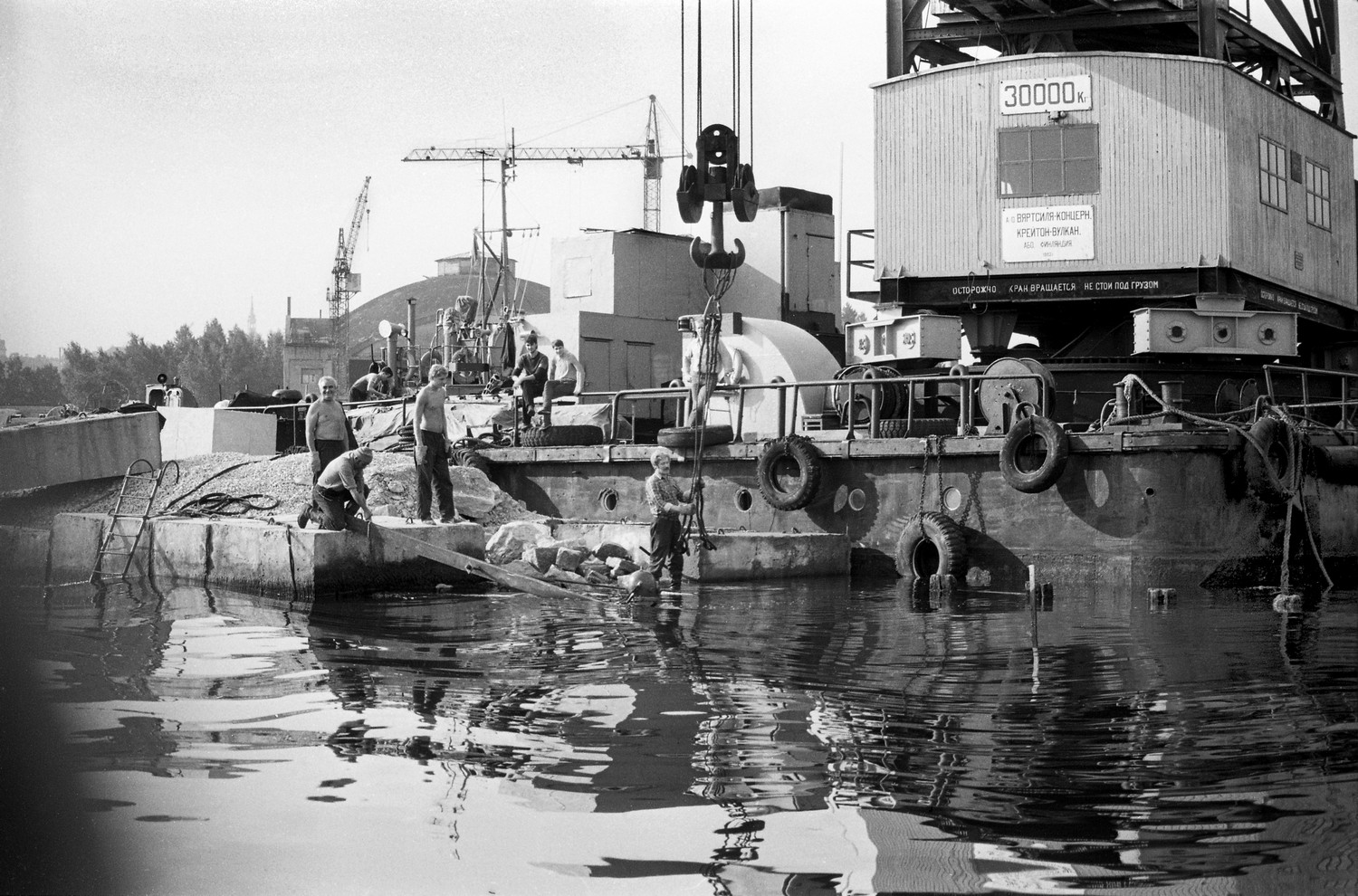
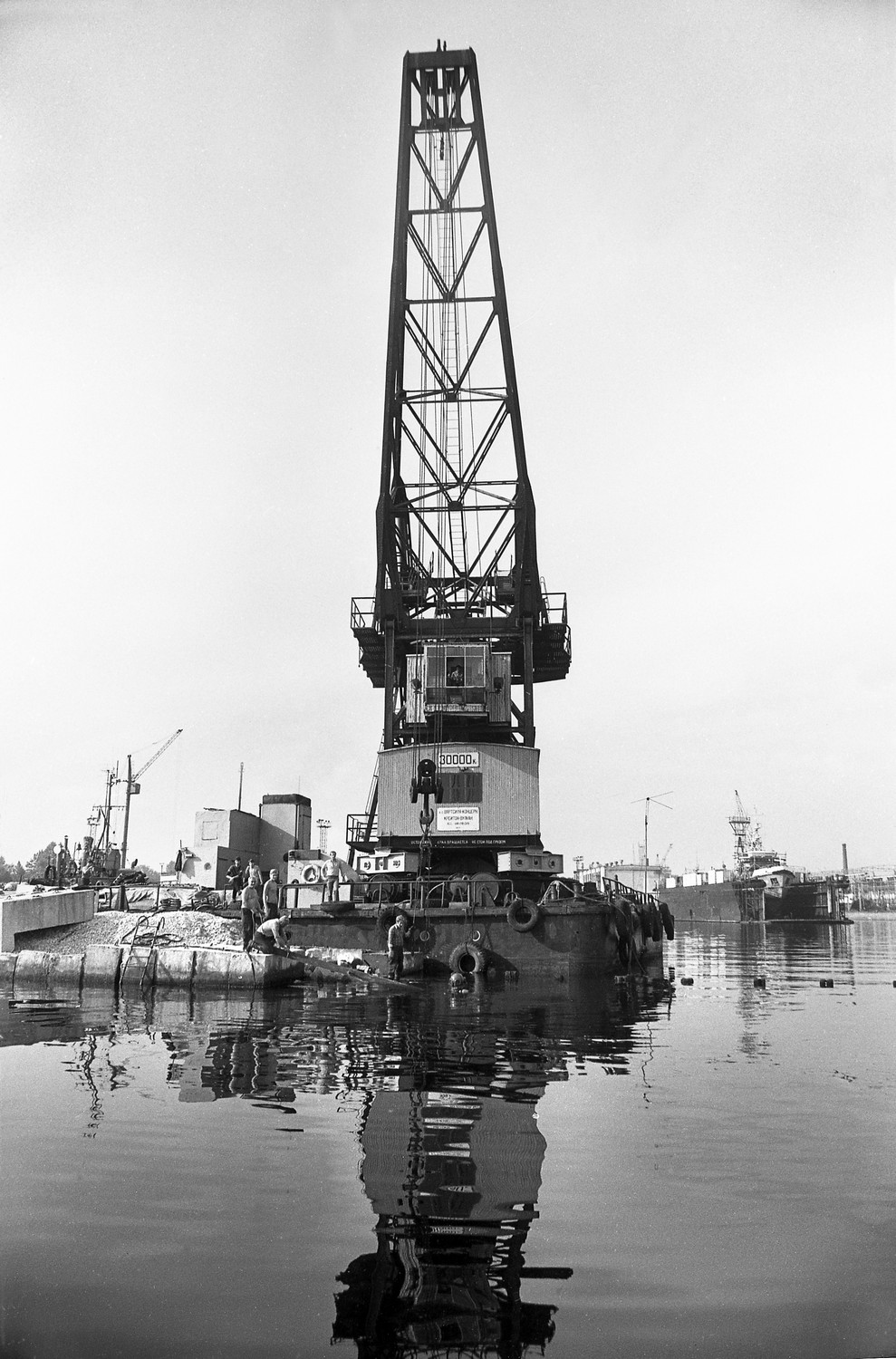
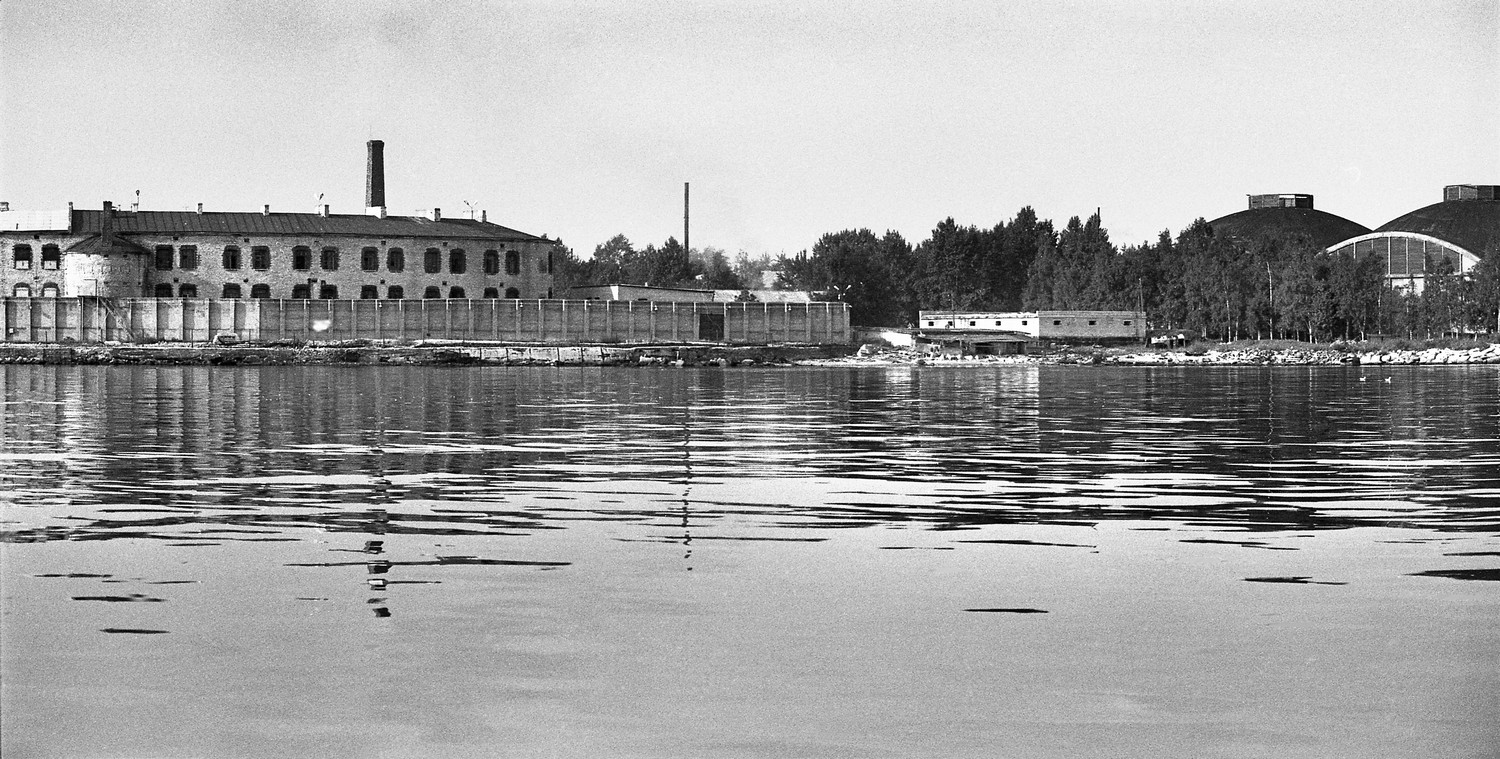

### После восстановления независимости Эстонии
В 1990 году частная компания приобрела здания порта у Советской армии. После восстановления независимости Эстонии, 1996 году железобетонные ангары для гидросамолётов были внесены в Регистр памятников культуры Эстонии как памятники архитектуры. С 1997 года государство требовало признания права собственности на здания и сооружения аэропорта и их изъятие у компаний, связанных с предпринимателем Александром Ротко.
С 2004 года в Лётной гавани проводятся «Таллинские дни моря» и демонстрируются корабли из коллекции Морского музея.
В мае 2012 года Морской музей Эстонии открыл в ангарах свой филиал. В том же году в аэропорту впервые с 1940-х годов приземлились гидросамолёты.

Интерьеры и экспонаты музея Лётной гавани
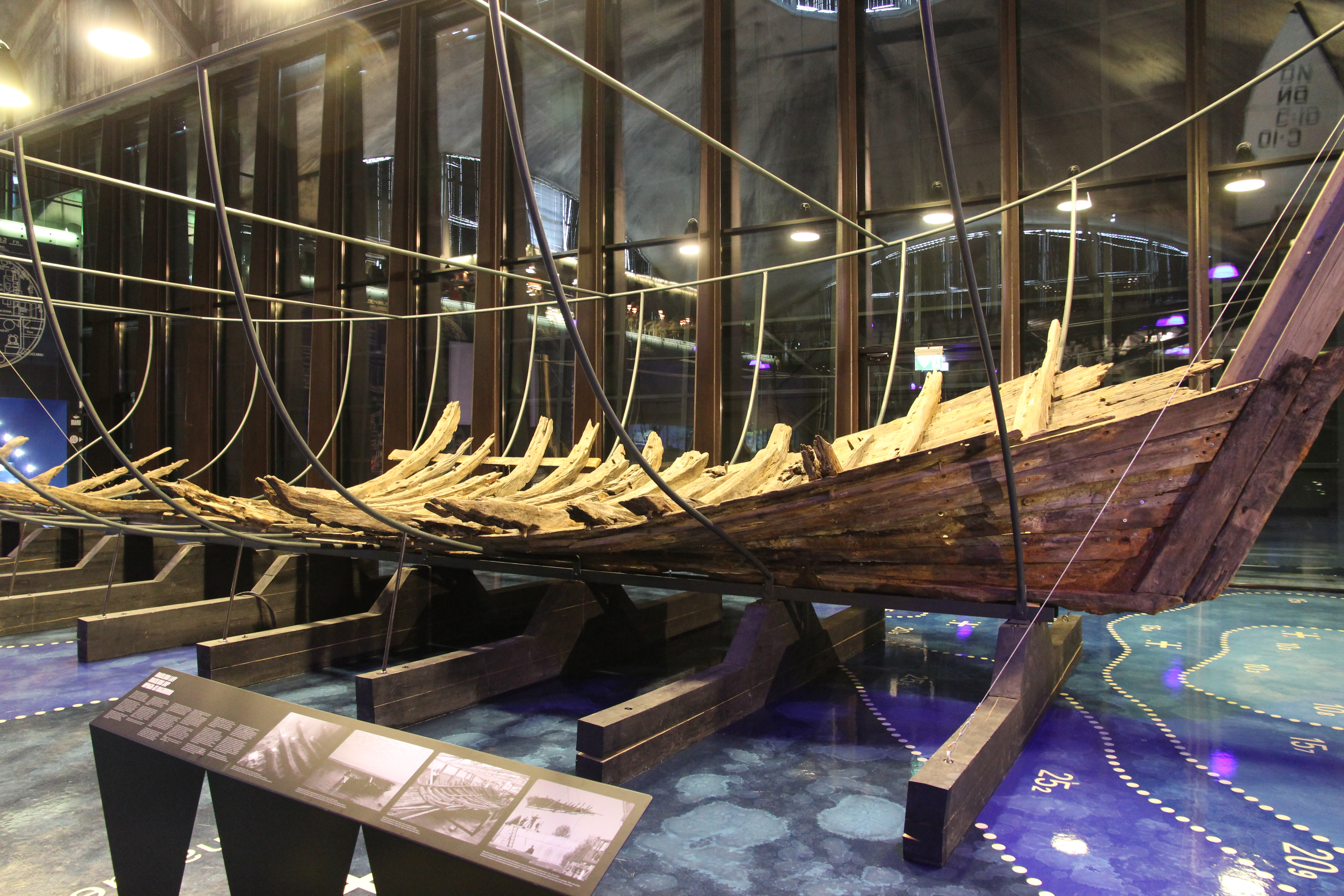
Остов средневекового корабля
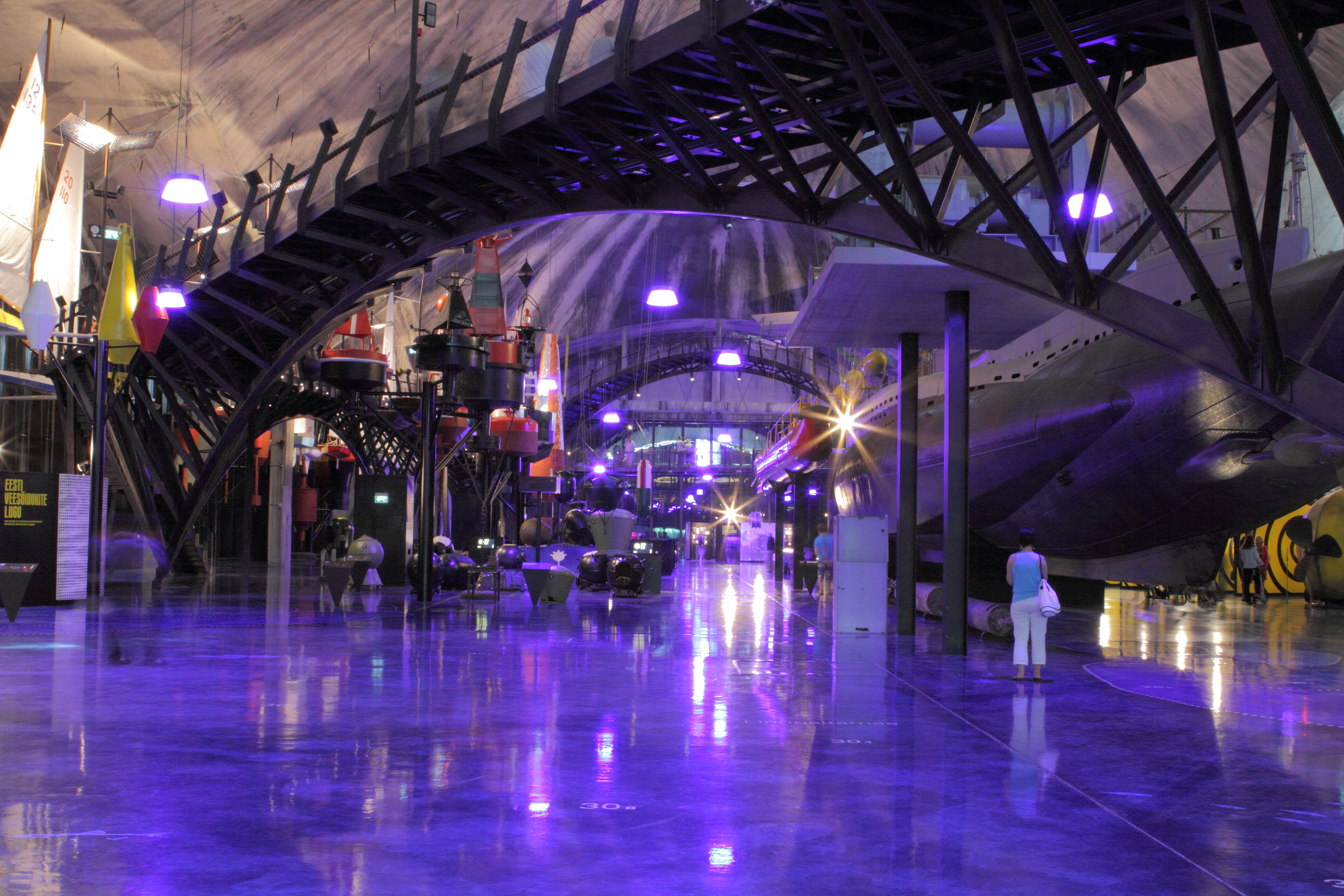
Внутреннее пространство музея
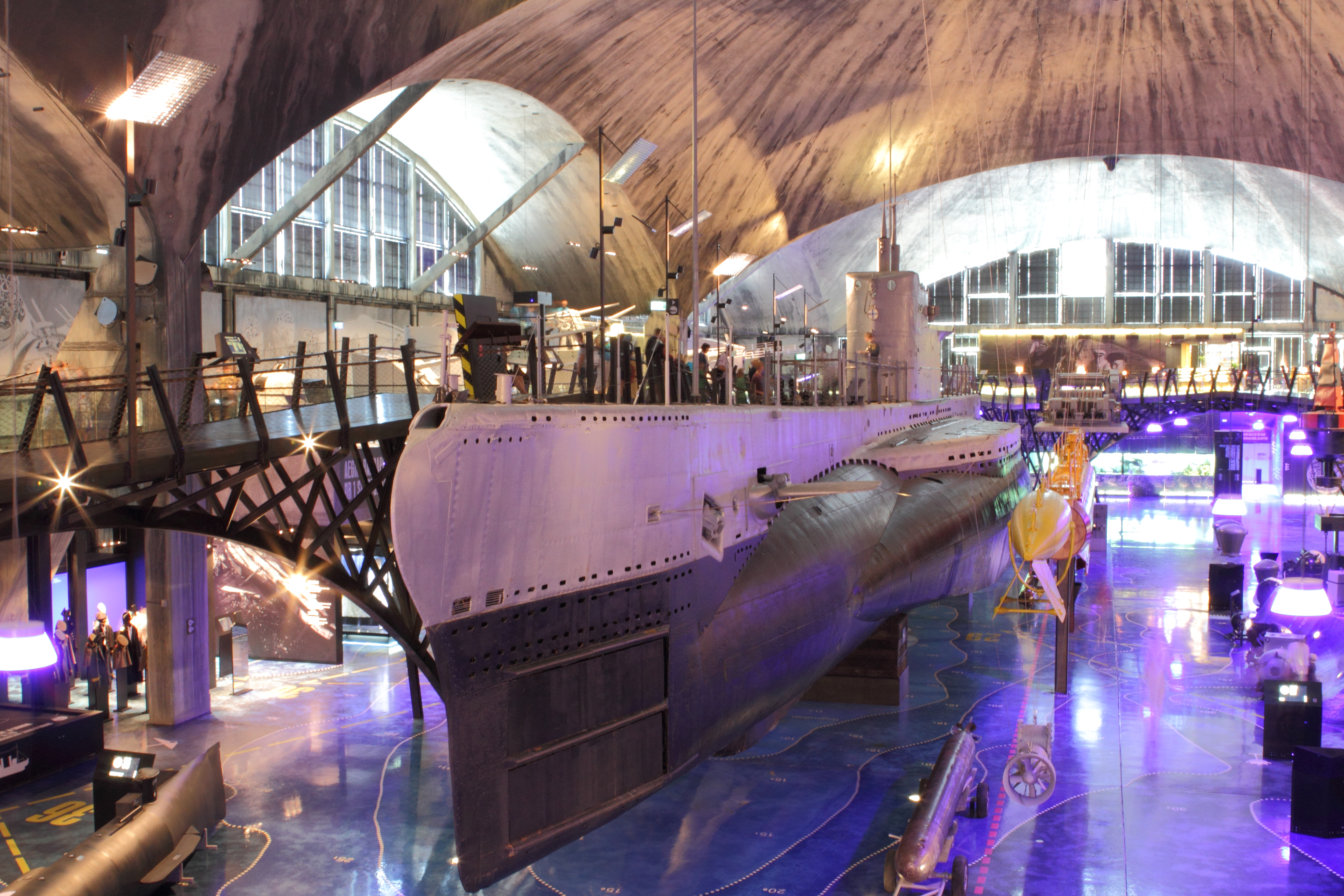
Подлодка «Лембит»
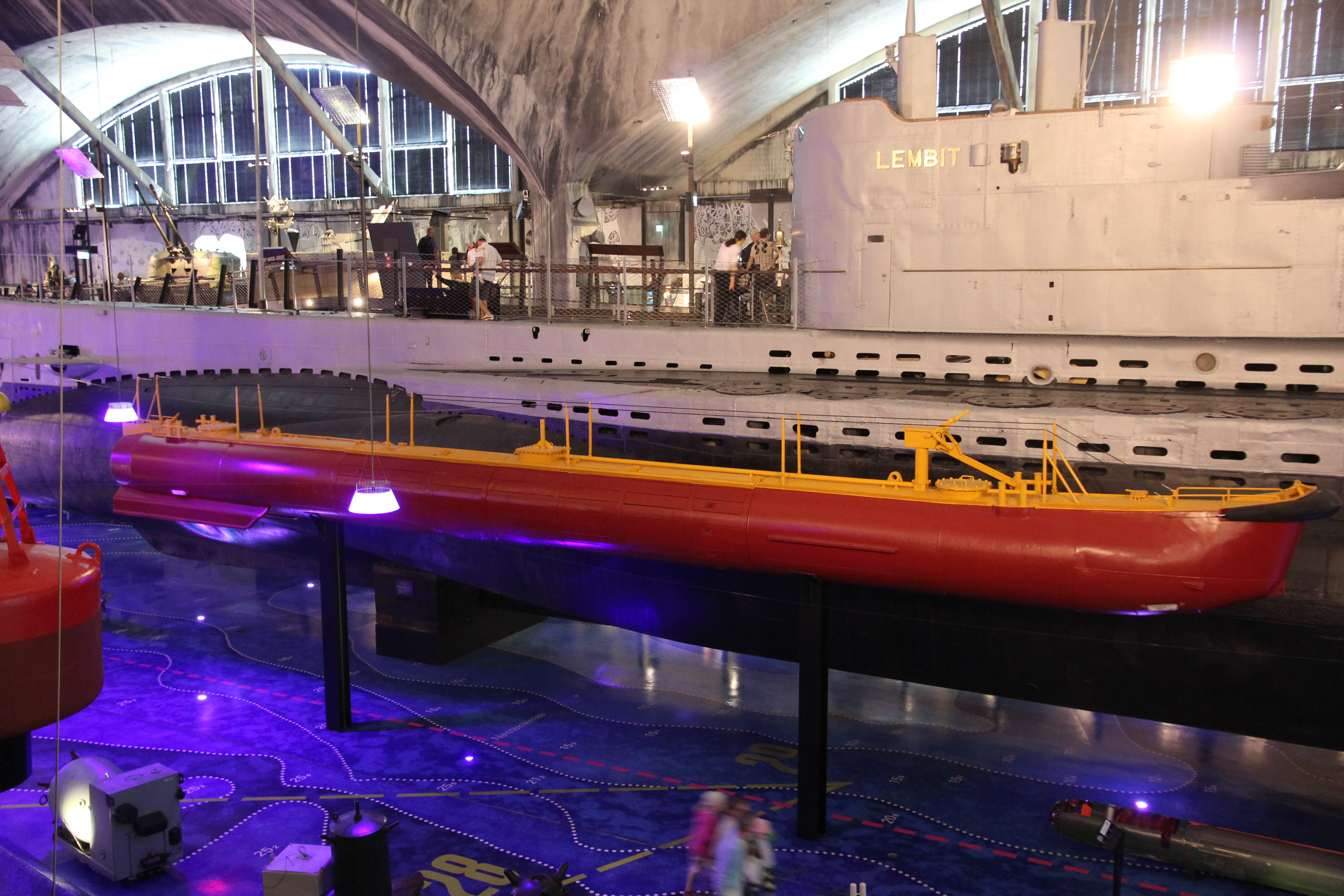
Немецкий магнитный минный тральщик «HFG-G1»

## Описание порта
Порт оказывает услуги по швартовке малых судов. Стивидорные услуги не оказываются. Территория порта охватывает участок недвижимости по адресу ул. Везиленнуки 6, площадь акватории — 182 141,3 м². Навигационный период — с 1 мая по 31 октября. Оператор порта — основанное в 2017 году целевое учреждение «Морской музей Эстонии». В порту есть яхтенная гавань, её регистровый адрес ул. Везиленнуки 1.
Технические данные Лётной гавани согласно Регистру портов Эстонии:
- общий тоннаж судна — 7500 тонн и более;
- наибольшая длина судна — 90 м;
- наибольшая ширина судна — 30 м;
- наибольшая осадка судна — 7 м;
- наименьшая ширина судового хода — 48 м;
- наименьшая глубина судового хода — 9,3 м.

Порт имеет 11 причалов, из них — 5 стационарные, 6 — плавучие:
| Наименование причала | Тип причала  | Глубина у причала, м | Длина причала, м |
| -------------------- | ------------ | -------------------- | ---------------- |
| А1                   | плавучий     | 7,5                  | 36               |
| А2                   | плавучий     | 7,6                  | 36               |
| А3                   | плавучий     | 8,0                  | 36               |
| А                    | стационарный | 6,3—9,8              | 244              |
| В1                   | плавучий     | 5,8                  | 60               |
| В2                   | плавучий     | 3,7—5,8              | 60               |
| В3                   | плавучий     | 6,1—9,1              | 60               |
| В                    | стационарный | 3,6—4,8              | 180              |
| С                    | стационарный | 2,9                  | 82               |
| D                    | стационарный | 3,5                  | 97               |
| F                    | стационарный | 1,9—5,8              | 208              |

## Экспонаты музея
- Подводная лодка «Лембит»
- Ледокол-пароход «Суур Тылль»
- Копия британского гидросамолёта «Шорт-184»
- Патрульный катер «Грифф»
- Патрульное судно «Сууроп»
- Патрульное судно «Торм»